# Episodi di American Chopper: Senior vs. Junior (prima stagione)
La prima stagione di American Chopper: Senior vs. Junior è stata trasmessa in prima visione negli Stati Uniti d'America sul network TLC dal 12 agosto 2010. Da dicembre 2010 la serie è stata spostata su Discovery Channel. La serie è terminata il 7 febbraio 2011. In Italia è stata trasmessa su Discovery Channel dal 28 dicembre 2011 ed è terminata l'11 aprile 2012.
| nº | Titolo originale                                              | Titolo italiano                                  | Prima TV USA      | Prima TV Italia  |
| -- | ------------------------------------------------------------- | ------------------------------------------------ | ----------------- | ---------------- |
| 1  | Domani Studios Bike                                           | Domani Studios Bike                              | 12 agosto 2010    | 28 dicembre 2011 |
| 2  | Window World Bike                                             | Window World Bike                                | 19 agosto 2010    | 4 gennaio 2012   |
| 3  | ESAB Bike                                                     | ESAB Bike                                        | 26 agosto 2010    | 11 gennaio 2012  |
| 4  | Meteorite Men Bike                                            | Meteorite Men Bike                               | 2 settembre 2010  | 18 gennaio 2012  |
| 5  | Paul Jr. Designs Bike Part 1 (PJD Bike)                       | PJD Bike - prima parte                           | 16 settembre 2010 | 25 gennaio 2012  |
| 6  | PJD Bike Part 2, Geico Bike Part 1, FBI Bike                  | PJD, Geico e FBI Bike                            | 23 settembre 2010 | 1º febbraio 2012 |
| 7  | Lawless Drag Bike Part 1, PJD Bike Part 3, Geico Bike Part 2  | Drag Bike fuorilegge - prima parte               | 30 settembre 2010 | 8 febbraio 2012  |
| 8  | Lawless Drag Bike Part 2, PJD Bike Part 4, Geico Bike Part 3  | La Drag Bike fuorilegge - seconda parte          | 7 ottobre 2010    | 15 febbraio 2012 |
| 10 | Fallen Heroes Bike, Blingstar Bike Part 1                     | Moto da eroi                                     | 6 dicembre 2010   | 22 febbraio 2012 |
| 11 | Chicago Blackhawks Bike Part 1, Blingstar Bike Part 2         | Blackhawks Chicago Bike & Bling Star Bike        | 13 dicembre 2010  | 29 febbraio 2012 |
| 12 | Chicago Blackhawks Bike Part 2, Carolina Carports Bike Part 1 | Blackhawks Chicago Bike & Carolina Carports Bike | 20 dicembre 2010  | 7 marzo 2012     |
| 13 | Hair Club For Men Bike Part 1, Carolina Carports Bike Part 2  | Hair Club & Carolina Carports Bike               | 27 dicembre 2010  | 14 marzo 2012    |
| 15 | Invitation Accepted                                           | Invito accettato                                 | 17 gennaio 2011   | 21 marzo 2012    |
| 16 | Lee Returns                                                   | Il ritorno di Lee                                | 24 gennaio 2011   | 28 marzo 2012    |
| 17 | Foreclosure                                                   | È la fine per OCC?                               | 31 gennaio 2011   | 4 aprile 2012    |
| 18 | Fired                                                         | Licenziato                                       | 7 febbraio 2011   | 11 aprile 2012   |

Episodi Speciali
| nº | Titolo originale | Titolo italiano | Prima TV USA     | Prima TV Italia |
| -- | ---------------- | --------------- | ---------------- | --------------- |
| 9  | A Family Divided | -               | 29 novembre 2010 | -               |
| 14 | A Crew Divided   | -               | 3 gennaio 2011   | -               |

## Domani Studios Bike
- Titolo originale: Domani Studios Bike

### Trama
Paul Teutul Jr. annuncia che sta avviando una propria azienda costruttrice di chopper personalizzati chiamata Paul Jr. Designs (PJD), diventando così un concorrente diretto di suo padre, Senior.

## Window World Bike
- Titolo originale: Window World Bike

### Trama
Mentre Paul Jr. ultima la sede della Paul Junior Designs, i ragazzi della Orange County Choppers devono costruire una moto per il 15º anniversario della Window World.

## ESAB Bike
- Titolo originale: ESAB Bike

### Trama
Paul Sr. cita in giudizio Paul Jr. per la sua partecipazione del 20% nella OCC, e i due sono costretti a presentarsi davanti alla corte. La OCC realizza un chopper per la ESAB welding equipment.

## Meteorite Men Bike
- Titolo originale: Meteorite Men Bike

### Trama
La OCC realizza una moto per Meteorite Men il protagonista di una serie di documentari. Un tragico incidente alla Paul Jr. Designs spinge Paul Sr. a mettere da parte le proprie divergenze con i figli e a tentare di riconciliarsi con Paulie e Michael.

## PJD Bike - prima parte
- Titolo originale: Paul Jr. Designs Bike Part 1 (PJD Bike)

### Trama
La OCC costruisce una rampa per lanciare oltre il fiume, a bordo di una vecchia moto, un manichino vestito come Paul Jr. Intanto alla PJD cominciano la fabbricazione del primo vero chopper destinato alla vendita. Per la realizzazione della verniciatura Jr. ricorre ad un vecchio amico Nub.

## PJD, Geico e FBI Bike
- Titolo originale: PJD Bike Part 2, Geico Bike Part 1, FBI Bike

### Trama
Sr. e il team della OCC sono stati scelti per costruire una moto per l'FBI e per il dipartimento della polizia di Newburgh. Intanto i ragazzi della PJD lavorano freneticamente per fabbricare due moto, quella per la Geico e la PJD bike (ora chiamata la Anti-Venom) e completarle in tempo per il radono motociclistico di Sturgis, Dakota del Sud.

## Drag Bike fuorilegge - prima parte
- Titolo originale: Lawless Drag Bike Part 1, PJD Bike Part 3, Geico Bike Part 2

### Trama
La OCC e la PJD corrono per terminare in tempo le loro moto per l'annuale raduno di Sturgis. La OCC testa la Lawless Drag bike su una pista per drag race per stabilire il record mondiale di velocità su 1/4 di miglio.

## Drag Bike fuorilegge - seconda parte
- Titolo originale: Lawless Drag Bike Part 2, PJD Bike Part 4, Geico Bike Part 3

### Trama
I Teutul arrivano a Sturgis, dove i team di OCC e PJD possono confrontarsi per la prima volta e vedere chi ha costruito la moto migliore. Paul Jr. svela al pubblico la Geico bike e la Anti-Venom davanti ad una grande folla mentre Paul Sr. non vuole vedere le moto di suo figlio.

## A Family Divided
- Titolo originale: A Family Divided

### Trama
Episodio speciale

## Moto da eroi
- Titolo originale: Fallen Heroes Bike, Blingstar Bike Part 1

### Trama
La OCC costruisce una moto per il National Fallen Heroes Memorial di Washington mentre la PJD incontra la Blingstar per realizzare un quad da corsa e Paul Jr. affida il progetto al membro più giovane della PJD, Odie. Paul Jr. invia l'invito al suo matrimonio a Paul Sr., ma non è sicuro che lui parteciperà.

## Blackhawks Chicago Bike & Bling Star Bike
- Titolo originale: Chicago Blackhawks Bike Part 1, Blingstar Bike Part 2

### Trama
La OCC incontra un gruppo di rappresentanza dei Chicago Blackhawks per costruirgli una moto che possa reggere la Stanley Cup. La PJD continua a costruire il quad per la Blingstar. Il cane di Paul Senior, Gus ha un tumore alla zampa anteriore e per salvargli la vita I veterinari consigliano un'amputazione.

## Blackhawks Chicago Bike & Carolina Carports Bike
- Titolo originale: Chicago Blackhawks Bike Part 2, Carolina Carports Bike Part 1

### Trama
La OCC continua a costruire la Blackhawks bike e la presentano al United Center di Chicago. Paul Jr. incontra dei rappresentanti della Carolina Carports per costruirgli un chopper personalizzato. Gus è stato operato e inizia a cammire dopo l'amputazione e Paul Sr. invia un suo sosia da Paulie per fargli uno scherzo. A Rick viene comunicato che non può accettare l'invito di Paul Jr. e Vinny di andare a vedere la sede della PJD per colpa della causa legale in corso.

## Hair Club & Carolina Carports Bike
- Titolo originale: Hair Club For Men Bike Part 1, Carolina Carports Bike Part 2

### Trama
La OCC comincia la fabbricazione di una moto per la Hair Club For Men. Alla PJD continuano a costruire la moto per la Carolina Carports e la finiscono in tempo per la presentazione al Leaf Festival in Carolina del Nord, dove ci sono 400.000 persone per supportare la PJD e dare le chiavi della città a Paul Jr. Paul Sr. riceve una email da Mikey che dice che se vuole incontrarlo deve prima vedere un terapista.

## A Crew Divided
- Titolo originale: A Crew Divided

### Trama
Episodio speciale

## Invito accettato
- Titolo originale: Invitation Accepted

### Trama
Un cliente di lungo corso della OCC , la FARO Technologies sceglie la PJD per costruire una moto, questo causa dei malumori alla OCC che si convince che Joe ha violato l'accordo di non-competizione che aveva con loro. Paul Sr. e Paul Jr. sono invitati al matrimonio di Jason Pohl, questo crea molte frustrazioni a Mikey, perché suo padre non ha partecipato al matrimonio di Junior. Junior e Mikey vengono intervistati dall'Iron Horse Magazine per rispondere all'intervista concessa pochi giorni prima da Senior. La OCC presenta la Hair Club bike a Washington.

## Il ritorno di Lee
- Titolo originale: Lee Returns

### Trama
Lee Stamper accetta di aiutare Paul Sr. a fare dei lavori nel suo ranch in cambio di consigli per avviare la sua attività, durante la conversazione parlano anche del rapporto tra Senior e suo figlio. Senior e I suoi legali inviano una seconda ingiunzione alla PJD e a Joe. Senior e Jason passano la giornata con un lottatore di MMA, Phil Davis mentre la OCC sta costruendo una moto per la Headrush, fornitrice di attrezzature per MMA. In seguito presentano la Headrush bike a New York. La PJD presenta la FARO bike in Florida e riceve in regalo il primo FARO Edge un prototipo di un braccio meccanico per le misurazioni di precisione.

## È la fine per OCC?
- Titolo originale: Foreclosure

### Trama
La OCC finisce in prima pagina in seguito a delle controversie con la banca che non vuole cambiare le condizioni del mutuo concesso alla OCC per la costruzione della nuova sede, ma Senior sembra essere fiducioso che alla fine si troverà una soluzione. Intanto la OCC costruisce una moto di beneficenza per il St. Jude Hospital. La PJD costruisce due moto per un nuovo client, la Universal Property Insurance.

## Licenziato
- Titolo originale: Fired

### Trama
La tensione è alta tra la PJD e Odie che continua a mancare di rispetto a Paul Jr., che avendone abbastanza di questa situazione, lo licenzia. Odie allora torna da Senior per raccontare tutto quello che succede alla PJD, con la speranza di essere riassunto. La PJD intanto presenta le sue due moto per la Universal Property Insurance e la OCC consegna la Flex 4 razor bike alla Bic.